# Shadow of the Thin Man
Shadow of the Thin Man is een Amerikaanse filmkomedie uit 1941 onder regie van W.S. Van Dyke. Destijds werd de film in Nederland uitgebracht onder de titel Detective tegen wil en dank.

## Verhaal
Op de renbaan in New York wordt een jockey dood aangetroffen. De pers stort zich meteen op de zaak. Het echtpaar Nick en Nora Charles is toevallig ter plaatse aanwezig. Inspecteur Abrams is verheugd, wanneer hij verneemt dat Nick de moordzaak zal onderzoeken.

## Rolverdeling
| Acteur         | Personage         |
| -------------- | ----------------- |
| William Powell | Nick Charles      |
| Myrna Loy      | Nora Charles      |
| Barry Nelson   | Paul Clarke       |
| Donna Reed     | Molly Ford        |
| Sam Levene     | Inspecteur Abrams |
| Alan Baxter    | Whitey Barrow     |
| Henry O'Neill  | Jason I. Sculley  |
| Richard Hall   | Nick Charles jr.  |
| Stella Adler   | Claire Porter     |
| Loring Smith   | Stephens          |
| Joseph Anthony | Fred Macy         |
| Lou Lubin      | Benny Lumis       |
| Louise Beavers | Stella            |